# Juliusz Jundziłł
Juliusz Jundziłł – polski historyk, profesor nauk humanistycznych, dziekan Wydziału Zamiejscowego w Bydgoszczy Wyższej Szkoły Informatyki i Umiejętności w Łodzi i Wydziału Pedagogiki i Psychologii Akademii Bydgoskiej im. Kazimierza Wielkiego.

## Życiorys
W 1976 r. ukończył studia na Uniwersytecie Gdańskim, w 1997 r. uzyskał tytuł profesora nauk humanistycznych. Pracował na stanowisku profesora zwyczajnego na Wydziale Nauk Społecznych Gdańskiej Wyższej Szkole Humanistycznej, na Wydziale Nauk Humanistyczno-Społecznych w Olsztynie Wyższej Szkole Pedagogicznej Towarzystwa Wiedzy Powszechnej, oraz w Instytucie Pedagogiki na Wydziale Pedagogiki i Psychologii Uniwersytetu Kazimierza Wielkiego.
Był wykładowcą na Wydziale Zamiejscowym w Bydgoszczy Wyższej Szkoły Informatyki i Umiejętności w Łodzi.
Jest profesorem i prorektorem w Powszechnej Wyższej Szkole Humanistycznej "Pomerania" w Chojnicach.